# Елизаров, Владимир Петрович
Влади́мир Петро́вич Елиза́ров (9 октября 1955, Свердловск) — советский и российский музыкант, музыкальный продюсер, гитарист, пианист, бас-гитарист, певец, композитор, аранжировщик, саунд-продюсер и звукорежиссёр

. Известен по работе с группами «Чайф» и Nautilus Pompilius.

## Биография
Работал в «ЭВИА-66», самом первом ВИА города в качестве соло-гитариста. Выступал в возрасте 16 лет перед десятитысячной аудиторией в Варне на II фестивале Болгаро-советской дружбы в 1973 году в качестве соло-гитариста с сольной пьесой. С 1979 года играет с Алексеем Хоменко в составе группы «Слайды». С 1979 по 1981 годы в составе группы «Слайды» в качестве музыкального руководителя проехал с гастролями всю страну. В 1980 году группа выступала на I Рок-фестивале в Тбилиси, была дипломантом, так как не исполняла песен, а играла инструментальную музыку.
С 1983 года аранжирует, исполняет и записывает все песни, а также принимает участие в концертах в составе группы «Рок-полигон» — лид-вокал и автор текстов А. Новиков, все остальные группа «Слайды». В 1984 году полностью аранжирует и записывает весь альбом А. Новикова «Вези меня, извозчик». В записи участвуют все музыканты группы «Слайды» и приглашённые духовики.
С 1981 года по 1986 — преподаватель эстрадного отделения музыкального училища им. П. И. Чайковского по классу бас-гитары. Одним из учеников Елизарова стал Вячеслав Двинин — бас-гитарист группы «Чайф».
С конца 1987 по ноябрь 1988 года сотрудничал с группой Nautilus Pompilius в качестве звукорежиссёра, саунд-продюсера. Также принимал участие в создании альбома «Князь тишины» в качестве аранжировщика, исполнителя гитарных партий, звукорежиссёра микса в студии и редактора всех медийных и цифровых партий в начальной стадии работы.
В 1988 году вошёл в состав группы «Внуки Энгельса» в качестве лидера, вокалиста, автора музыки всех песен на стихи Ильи Кормильцева. Принял участие в записи альбома группы «ЧайФ» «Лучший город Европы».
Вместе с Александром Калужским возглавлял англоязычный проект East of Eden. Группа выступала в 1992 году на втором по величине в Америке рок-фестивале South by Southwest, после чего получила контракт на промоушн и до 1997 года работала в США. В 1999 году креативному дуэту А. Калужский — В. Елизаров присуждена премия им. Джона Леннона за творческие достижения в музыке. В 1999 году песня Калужского и Елизарова «Gabrielle» заняла вторую позицию в ежегодном конкурсе авторов-сочинителей в Сан-Диего.
Первый креативный продюсер хитов группы «Смысловые Галлюцинации» — «Вечно Молодой», «Розовые Очки», «Таю», и др. Владеет собственной студией звукозаписи SVE-records, на которой с 2000 года закончены и осуществлены более 100 проектов в самых различных жанрах таких артистов как «Смысловые Галлюцинации», «Чайф», «Сансара», «Томас», Гарри Ананасов, Евгений Родыгин и другие. В разные годы делал аранжировки, работал и сотрудничал с Аллой Пугачёвой, Кристиной Орбакайте, Александром Кальяновым, Владимиром Пресняковым-старшим, Юлией Началовой, Маргаритой Зазвоновой
Имеет 2 своих альбома песен на стихи Алексея Старикова, 2 инструментальных альбома, ряд пьес.

## Дискография
Альбомы с группой Слайды
- 1985 — Слайды

Альбомы с Александром Новиковым
- 1983 — Рок-полигон (с группой «Рок-полигон»)
- 1984 — Рок-полигон II (с группой «Рок-полигон»)
- 1984 — Вези меня, извозчик (магнитоальбом)
- 1990 — Я в Екатеринбурге (с группой «Внуки Энгельса», магнитоальбом)
- 1993 — Ожерелье Магадана
- 1995 — Шансоньетка
- 1995 — Городской роман
- 1996 — С красавицей в обнимку
- 1996 — В захолустном ресторане
- 1997 — Записки уголовного барда
- 1999 — Бурлак
- 2000 — Стенка
- 2000 — Красивоглазая
- 2002 — Журавли над лагерем
- 2007 — Луали — полностью аранжирован В.Елизаровым
- 2013 — Ё-альбом
- 2015 — Золотое серебро (30 треков) — полностью аранжирован В.Елизаровым

Концертные альбомы с Александром Новиковым
- 1995 — Через 10 лет
- 1998 — Концерт в театре Эстрады
- 1998 — Акустический концерт в Екатеринбургской Филармонии
- 1999 — «Извозчику» — 15 лет

Альбомы с группой Наутилус Помпилиус
- 1988 — Князь тишины
- 1988 — Отбой
- 1988 — Раскол

Альбомы с группой Ассоциация
- 1989 — Клетка для маленьких

Альбомы с группой Настя
- 1989 — Ноа Ноа

Альбомы с группой Внуки Энгельса
- 1990 — Без адреса

Альбомы с группой ЧайФ
- 1988 — Лучший город Европы
- 1989 — Не беда
- 1994 — Оранжевое настроение
- 1996 — Оранжевое настроение — II
- 1996 — Реальный мир
- 1998 — Избранное
- 1998 — Best of ЧАЙФ
- 1999 — Шекогали
- 2000 — ЧайФ 15 лет
- 2000 — Симпатии
- 2001 — Время не ждёт
- 2002 — Оранжевое настроение — IV
- 2003 — 48